# Parafia św. Gertrudy w Utrechcie
Parafia Archikatedralna Maryi Panny, św. Jakuba i św. Gertrudy w Utrechcie – starokatolicka parafia i siedziba archidiecezji utrechckiej oraz Kościoła Starokatolickiego w Holandii.
Siedziba parafii, diecezji i Kościoła oraz archikatedra św. Gertrudy znajduje się w Utrechcie, w prowincji Utrecht w Holandii.
Parafia św. Gertrudy w Utrechcie jest jedną z największych i najbardziej znanych gmin wyznaniowych Kościoła Starokatolickiego w Holandii, liczba jej członków wynosi obecnie około 500 wiernych – wierni zamieszkują jednak nie tylko Utrecht, ale również odległe od miasta gminy.